# Patcharin Suksai
Patcharin Suksai (thailändisch พัชรินทร์ สุขใส, * 29. November 1981) ist ein ehemaliger thailändischer Fußballspieler.

## Karriere
Patcharin Suksai stand bis Ende 2014 bei Samut Songkhram FC unter Vertrag. Wo er vorher gespielt hat, ist unbekannt. Der Verein aus Samut Songkhram spielte in der ersten Liga des Landes, der Thai Premier League. 2014 absolvierte er für Samut 20 Erstligaspiele. Ende 2014 musste er mit dem Verein den Weg in die zweite Liga antreten. Nach dem Anstieg verließ er den Verein und schloss sich dem Zweitligisten Ayutthaya FC an. Mit dem Verein aus Ayutthaya spielte er in der zweiten Liga, der Thai Premier League Division 1. Ende 2015 stieg er mit Ayutthaya in die dritte Liga ab. Nach dem Abstieg beendete er seine Karriere als Fußballspieler.